# Населённые пункты в России
Населённые пункты в России — административно-территориальная единица, имеющая жилую застройку и служащая постоянным или временным местом проживания людей, которой в установленном законодательством порядке присвоено наименование.

## Классификация
Населённые пункты в России делятся на городские и сельские. Их население относится к городскому и сельскому соответственно.
Городскими населёнными пунктами считаются населённые пункты, утверждённые законодательными актами в качестве городов и посёлков городского типа (ПГТ). Среди последних выделяются рабочие, курортные и дачные посёлки, а также, как правило, к ним относятся посёлки закрытых административно-территориальных образований (ЗАТО).
Остальные относятся к сельским населённым пунктам. Бывают исключения, например, в Республике Крым (незаконно аннексирован РФ в 2014 г.) все посёлки городского типа законодательно отнесены к сельским населённым пунктам при сохранении у них категории пгт, а Росстат их население учитывает как сельское, аналогично с пгт в Чувашии и Тюменской области (без ХМАО и ЯНАО); помимо этого, в ряде субъектов ЗАТО образуют посёлки как сельские населённые пункты, например, п. Комаровский Оренбургской области, население которого Росстат также считает сельским. В Новосибирской области рабочие посёлки учитываются в качестве городских, но население двух дачных посёлков и одного курортного учитывается как сельское.
Главным критерием отличия сельского населённого пункта от городского является то, что большинство экономически активного населения городского населённого пункта не занято в сельском хозяйстве. Поэтому некоторые сёла и посёлки больше городов.
Самый большой сельский населённый пункт в России — станица Каневская в Краснодарском крае (41 721 чел.) — больше самого маленького города России — Верхоянска (768 чел.) — в 54 раз.
Согласно своду правил «Градостроительство. Планировка и застройка городских и сельских поселений» (СП 42.13330.2016) от Минрегионразвития РФ, городские и сельские поселения (городские и сельские населённые пункты) страны классифицированы, в том числе города c посёлками городского типа следующим образом:
- Крупнейшие —  с населением свыше 1 млн чел.
- Крупные —  от 250 тыс. чел. до 1 млн чел. (в том числе подкатегории от 250 тыс. до 500 тыс. и от 500 тыс. до 1 млн чел.)
- Большие —  от 100 тыс. до 250 тыс. чел.
- Средние —  от 50 тыс. до 100 тыс. чел.
- Малые —  до 50 тыс. чел. (в том числе подкатегории до 10 тыс., от 10 тыс. до 20 тыс. и от 20 тыс. до 50 тыс. чел.); в категорию «малые» относятся также все посёлки городского типа.

Сельские поселения (сельские населённые пункты) соответственно классифицируются следующим образом:
- Крупные —  с населением свыше 3 тыс. чел. (в том числе подкатегории от 3 тыс. до 5 тыс. и свыше 5 тыс. чел.)
- Большие —  от 1 тыс. до 3 тыс. чел.
- Средние —  от 200 до 1 тыс. чел.
- Малые —  менее 200 чел. (в том числе подкатегории менее 50 и от 50 до 200 чел.).

## Количество населённых пунктов
По итогам всероссийской переписи населения 2002 г. и итогам всероссийской переписи населения 2010 г. число населённых пунктов России распределилось так:
| Тип населённого пункта                                 | Перепись 2002 г. | Перепись 2010 г. | Перепись 2021 г. |
| ------------------------------------------------------ | ---------------- | ---------------- | ---------------- |
| Городские населённые пункты, в том числе               | 2940             | 2386             | 2297             |
| Города                                                 | 1098             | 1100             | 1118             |
| Посёлки городского типа                                | 1842             | 1286             | 1179             |
| Сельские населённые пункты (в том числе без населения) | 155 289 (13 086) | 153 124 (19 416) | 153 157 (24 751) |

За время между переписями число городов и посёлков городского типа уменьшилось на 554 и в сумме составляет (на 14 октября 2010 г.) 2386 городских населённых пунктов. Уменьшение произошло по следующим причинам: 413 посёлков городского типа преобразованы в сельские населённые пункты, 127 — включены в черту других городских населённых пунктов, 14 — ликвидированы в связи с выездом жителей. Число сельских населённых пунктов уменьшилось на 2164.
На 1 октября 2020 года согласно ОКТМО в России 155 649 населённых пунктов.
936 из 1100 городов (85 %) составляют города с численностью населения до 100 тысяч жителей. В 15 городах РФ живёт более 1 млн человек, в 22 городах — от 0,5 до 1,0 млн человек, в 36 городах — от 0,25 до 0,5 млн человек, в 91 городе — от 0,1 до 0,25 млн человек. В 12,7 % сельских населённых пунктов отсутствует постоянное население, а в почти четверти (23,6 %) — численность населения менее 10 человек (в основном такие населённые пункты сосредоточены в Центральном и Северо-Западном федеральных округах).

## Населённые пункты в ОКАТО и ОКТМО

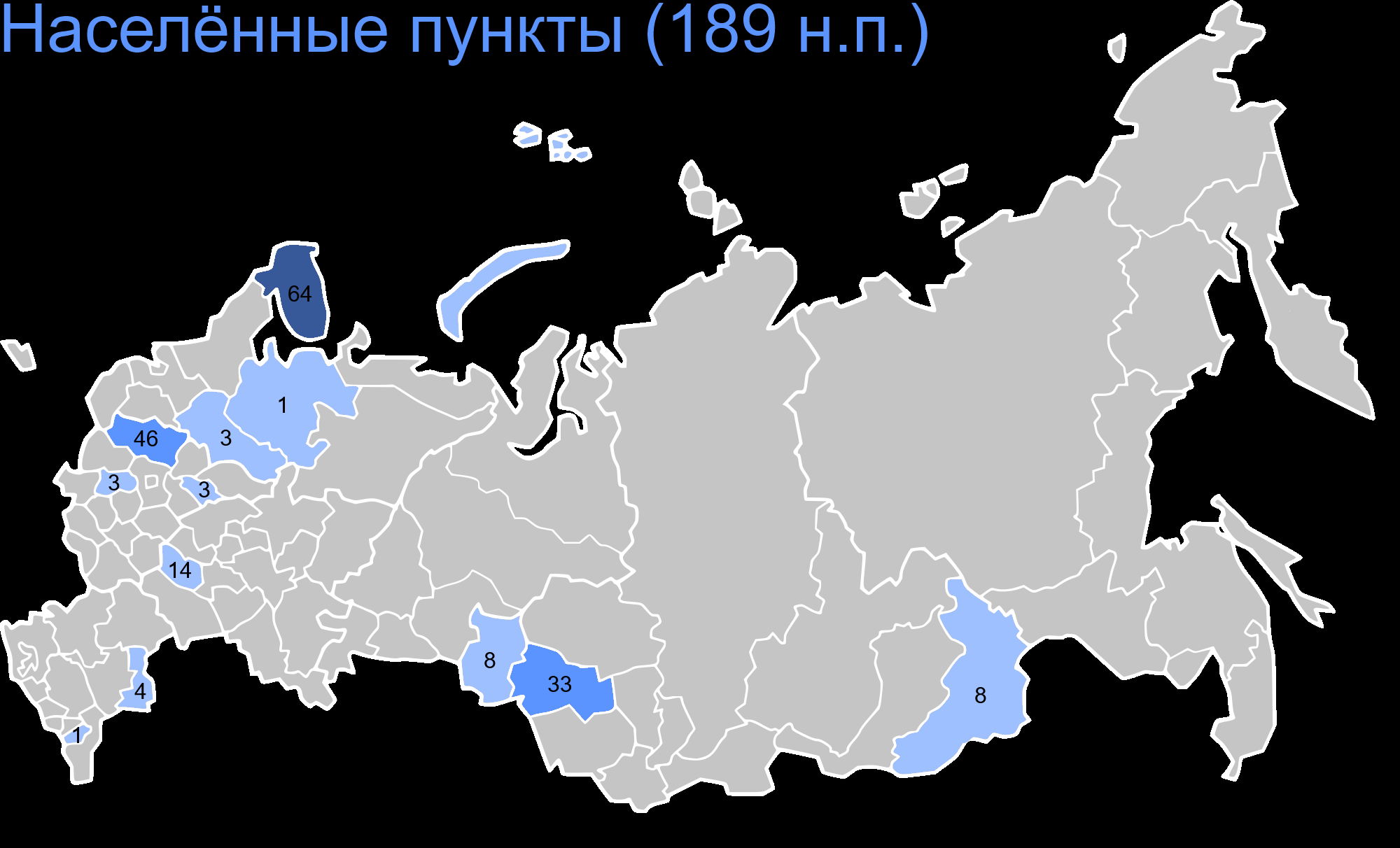
Количество населённых пунктов в России по субъектам. Подразумевается именно то, что в ОКТМО является «населённым пунктом»

В Общероссийском классификаторе объектов административно-территориального деления (ОКАТО) объектами классификации являются не только административно-территориальные единицы, но и населённые пункты, в частности: города, посёлки городского типа и сельские населённые пункты. Обозначение «посёлок городского типа» распространяется на рабочие, курортные и дачные посёлки. К сельским населенным пунктам относятся поселки сельского типа, хутора, кишлаки, аулы и т. п. В ОКАТО приняты следующие сокращения, которыми в основном выделяются типы населённых пунктов:
- г. — город;
- пгт — посёлок городского типа;
- рп — рабочий посёлок;
- кп — курортный посёлок;
- к. — кишлак;
- дп — дачный посёлок (дачный поселковый совет);
- п. — посёлок сельского типа;
- нп — населённый пункт;
- п.ст. — посёлок при станции (посёлок станции);
- ж/д ст. — железнодорожная станция;
- ж/д будка — железнодорожная будка;
- ж/д казарма — железнодорожная казарма;
- ж/д платформа — железнодорожная платформа;
- ж/д рзд — железнодорожный разъезд;
- ж/д остановочный пункт — железнодорожный остановочный пункт;
- ж/д путевой пост — железнодорожный путевой пост;
- ж/д блокпост — железнодорожный блокпост;
- с. — село;
- м. — местечко;
- д. — деревня;
- сл. — слобода;
- ст. — станция;
- ст-ца — станица;
- х. — хутор;
- у. — улус;
- рзд — разъезд;
- клх — колхоз (коллективное хозяйство);
- свх — совхоз (советское хозяйство);

В Общероссийском классификаторе территорий муниципальных образований (ОКТМО), введённым параллельно с ОКАТО, населённые пункты кодируются в пределах группировок третьей (нижней) ступени классификации.

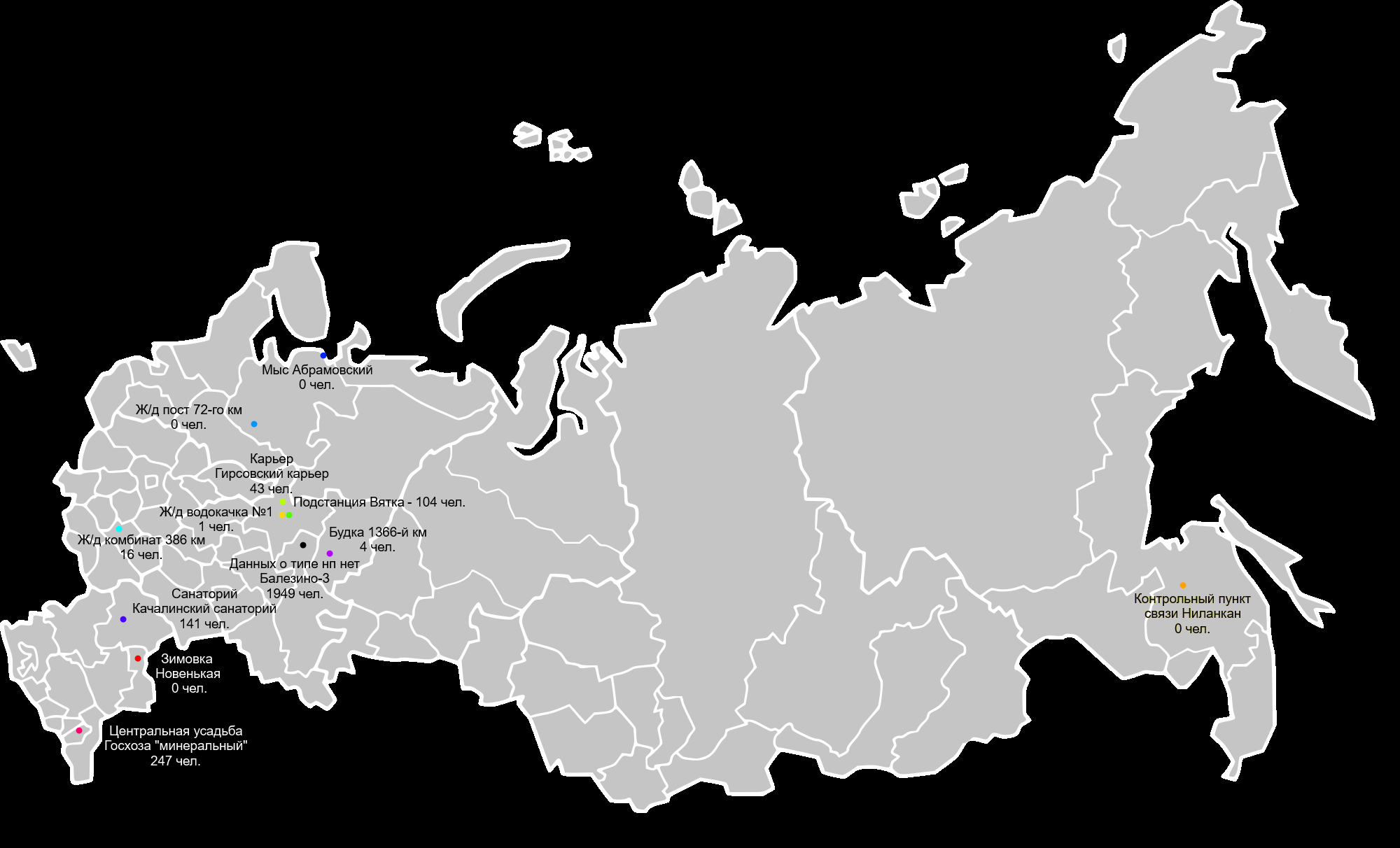
Некоторые населённые пункты-уникумы в России по субъектам РФ

В ОКТМО для наименований типов населённых пунктов приняты следующие сокращения:
- г — город;
- пгт — поселок городского типа;
- рп — рабочий поселок;
- кп — курортный поселок;
- дп — дачный поселок;
- гп — городской поселок;
- п — поселок;
- к — кишлак;
- нп — населенный пункт;
- п.ст — поселок при станции (поселок станции);
- п ж/д ст — поселок при железнодорожной станции;
- ж/д блокпост — железнодорожный блокпост;
- ж/д будка — железнодорожная будка;
- ж/д ветка — железнодорожная ветка;
- ж/д казарма — железнодорожная казарма;
- ж/д комбинат — железнодорожный комбинат;
- ж/д платформа — железнодорожная платформа;
- ж/д площадка — железнодорожная площадка;
- ж/д путевой пост — железнодорожный путевой пост;
- ж/д остановочный пункт — железнодорожный остановочный пункт;
- ж/д рзд — железнодорожный разъезд;
- ж/д ст — железнодорожная станция;
- м — местечко;
- д — деревня;
- с — село;
- сл — слобода;
- ст — станция;
- ст-ца — станица;
- у — улус
- х — хутор;
- рзд — разъезд;
- зим — зимовье.

Для остальных типов населённых пунктов в ОКТМО приводятся их полные наименования без сокращений.
Населённый пункт и муниципальное образование
В ходе муниципальной реформы 2004—2009 гг. в России были образованы муниципальные образования, отображённые в ОКТМО во второй ступени классификации (на первой ступени — субъекты РФ). В состав муниципального образования (городского и сельского поселения, а также городского округа, муниципального округа, муниципального района) могут входить один или несколько населённых пунктов (отображаемых на третьей ступени классификации ОКТМО). Исключение составляют города федерального значения Москва, Санкт-Петербург и Севастополь, являющиеся одновременно отдельными субъектами РФ и сами разделённые на ряд внутригородских муниципальных образований. Таким образом, понятия муниципальное образование и населённый пункт не являются тождественными.

## Топонимическая статистика
- Самое длинное название в России носит Посёлок опытного хозяйства центральной торфо-болотной опытной станции.
- Самое длинное название без пробелов — Кременчуг-Константиновское.
- Самое длинное слитное название у села Верхненовокутлумбетьево (23 буквы).
- Самые короткие — двухбуквенные — названия в России носят 56 населённых пунктов (самое распространённое из них — Ям)[14].
- Самое распространённое — Александровка (331 населённый пункт, из них 199 деревень)[14].
- В России восемь населённых пунктов[14], название которых начинается на букву «Й»: город Йошкар-Ола, деревни Йошкар Ишем, Йошкар-Памаш, Йошкар Памаш, Йошкар Ушем, Йошкаренер (все они находятся в Республике Марий Эл), деревня Йолдыз в Татарстане, а также село Йовли в Ингушетии. Названий на букву Ы — 15, на Ё — 38.

## Понятие «населённый пункт» в ПДД
Правила дорожного движения Российской Федерации разделяют указатели населённых пунктов с белым и синим фоном. В первом случае движение по населённому пункту характеризуется рядом ограничений и прежде всего ограничением скорости движения в 60 км/ч (если не указано иное). Во втором случае (если табличка с обозначением населённого пункта имеет синий фон) на проезжаемой дороге не действуют требования ПДД, устанавливающие порядок движения в населённых пунктах, а сам указатель лишь информирует водителя о его географическом названии.

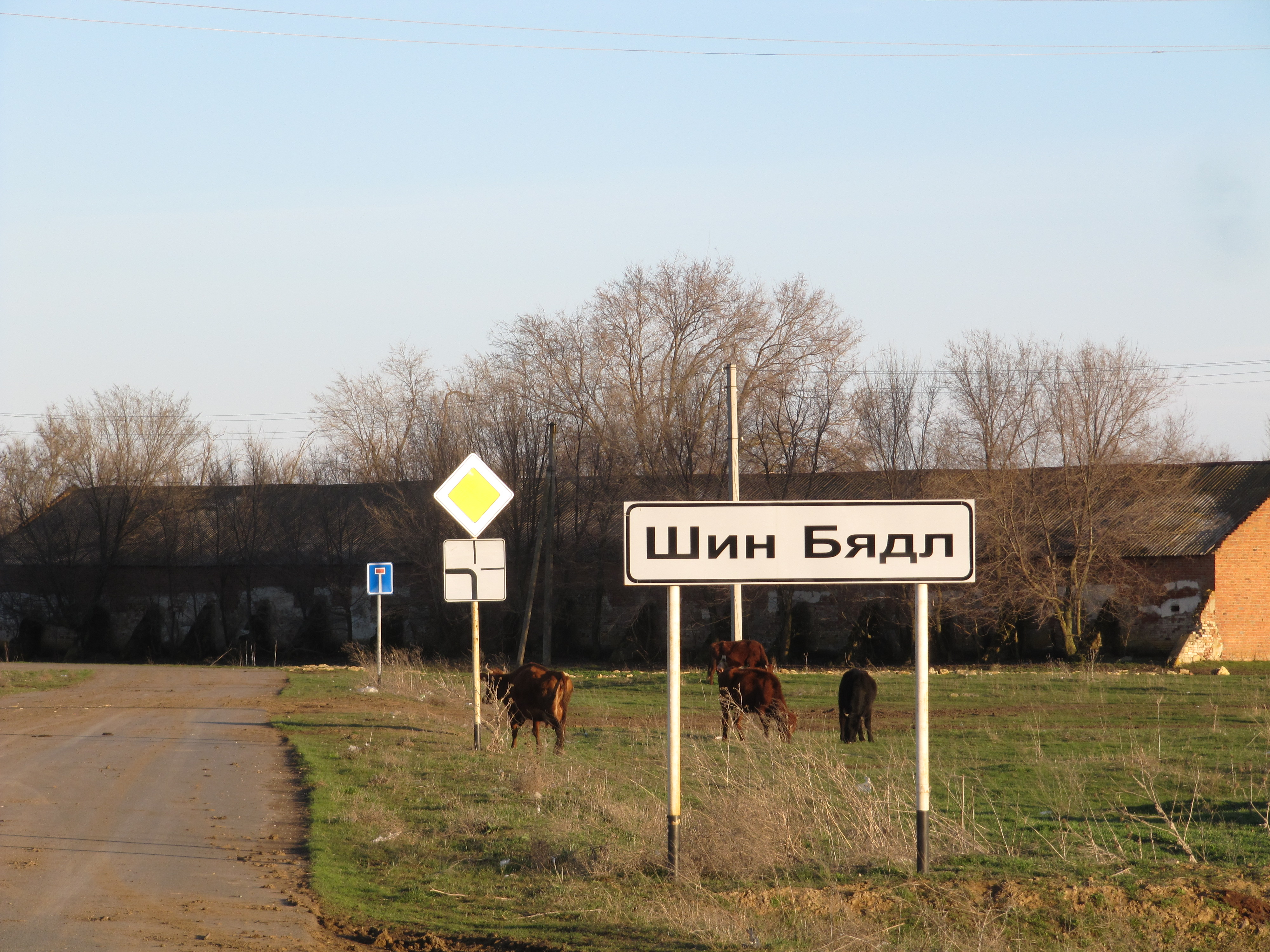
Начало н. п. Шин-Бядл
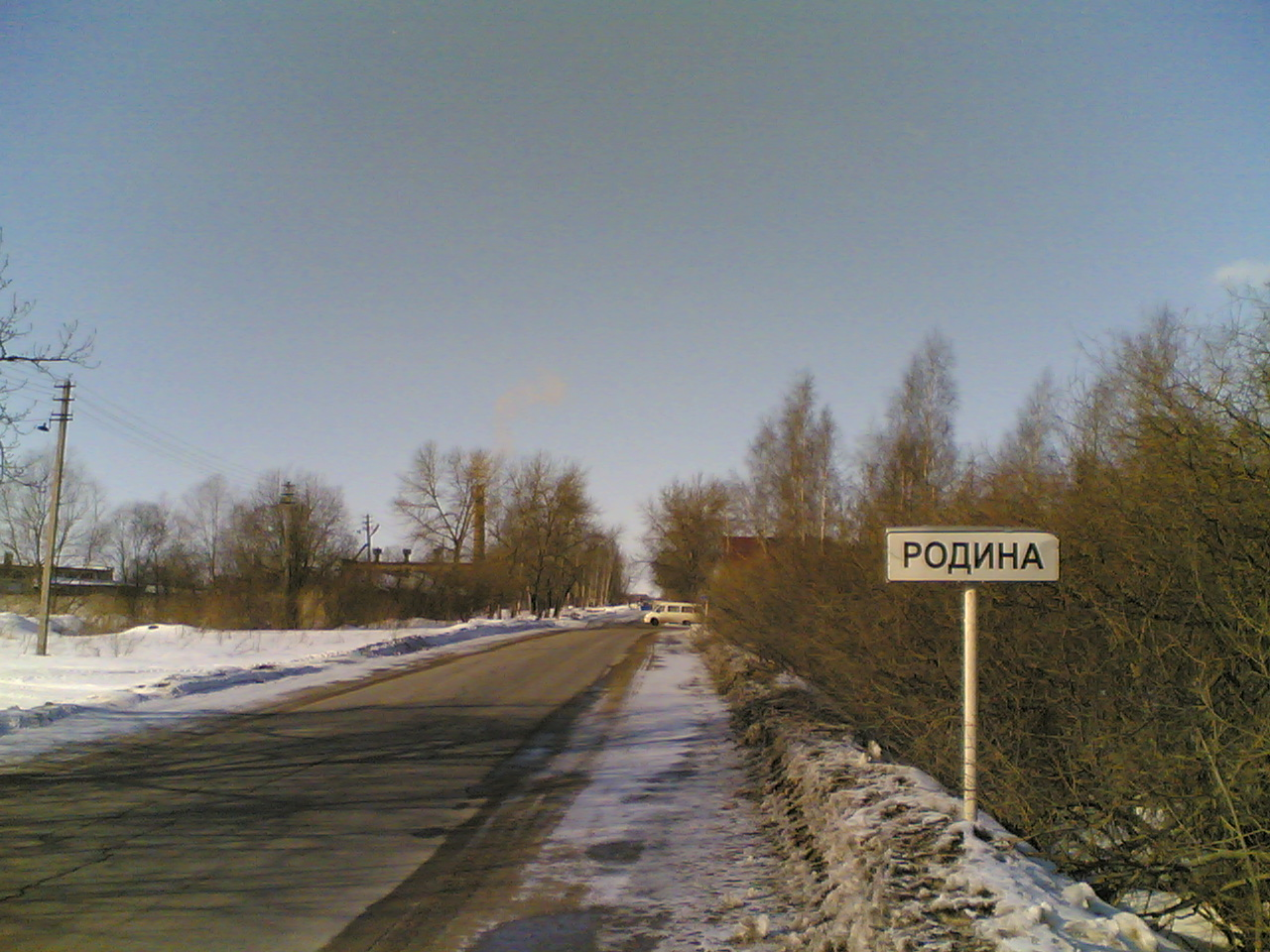
Начало н. п. Родина
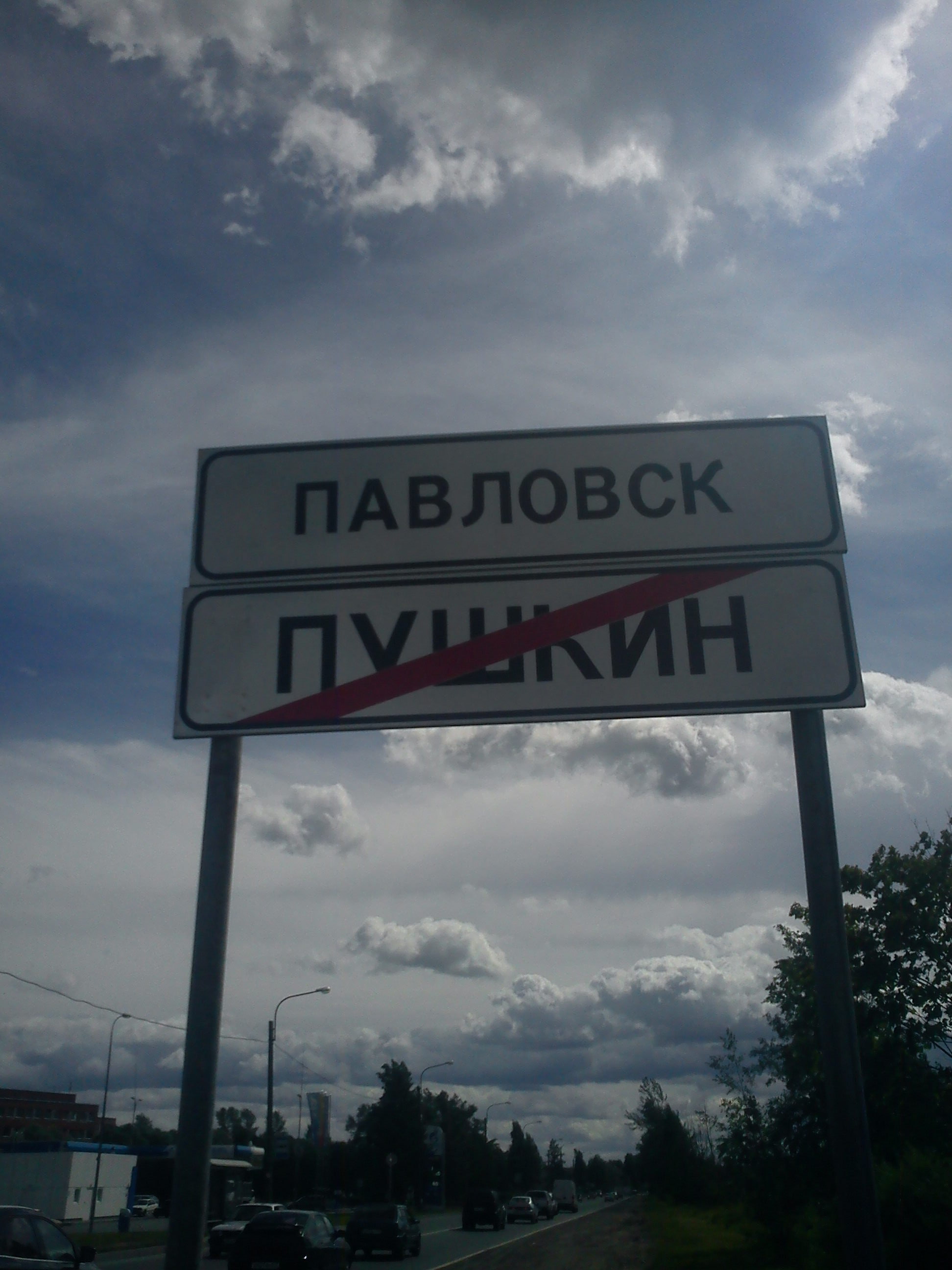
Окончание н. п. Пушкин и начало н. п. Павловск
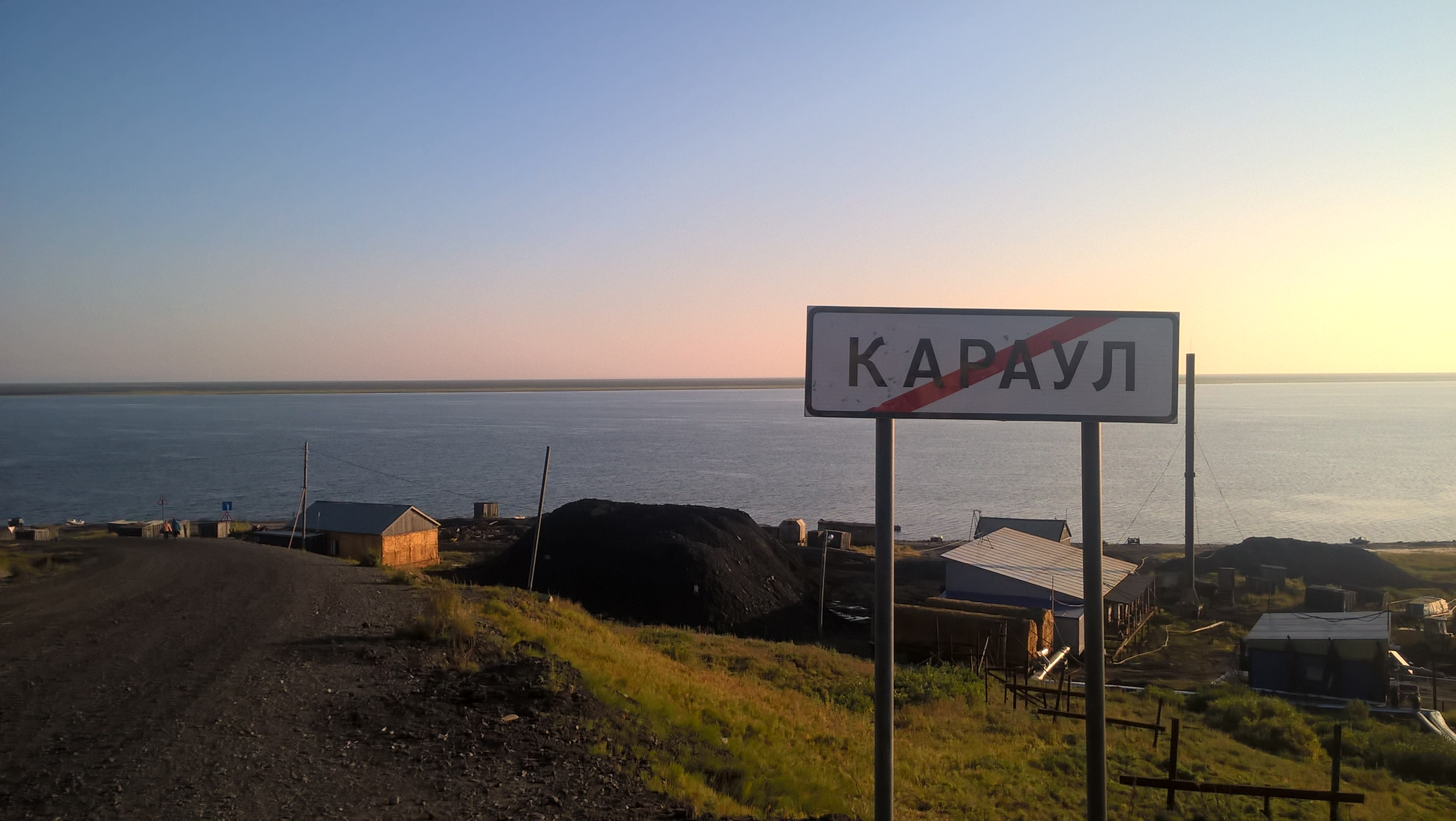
Окончание н. п. Караул
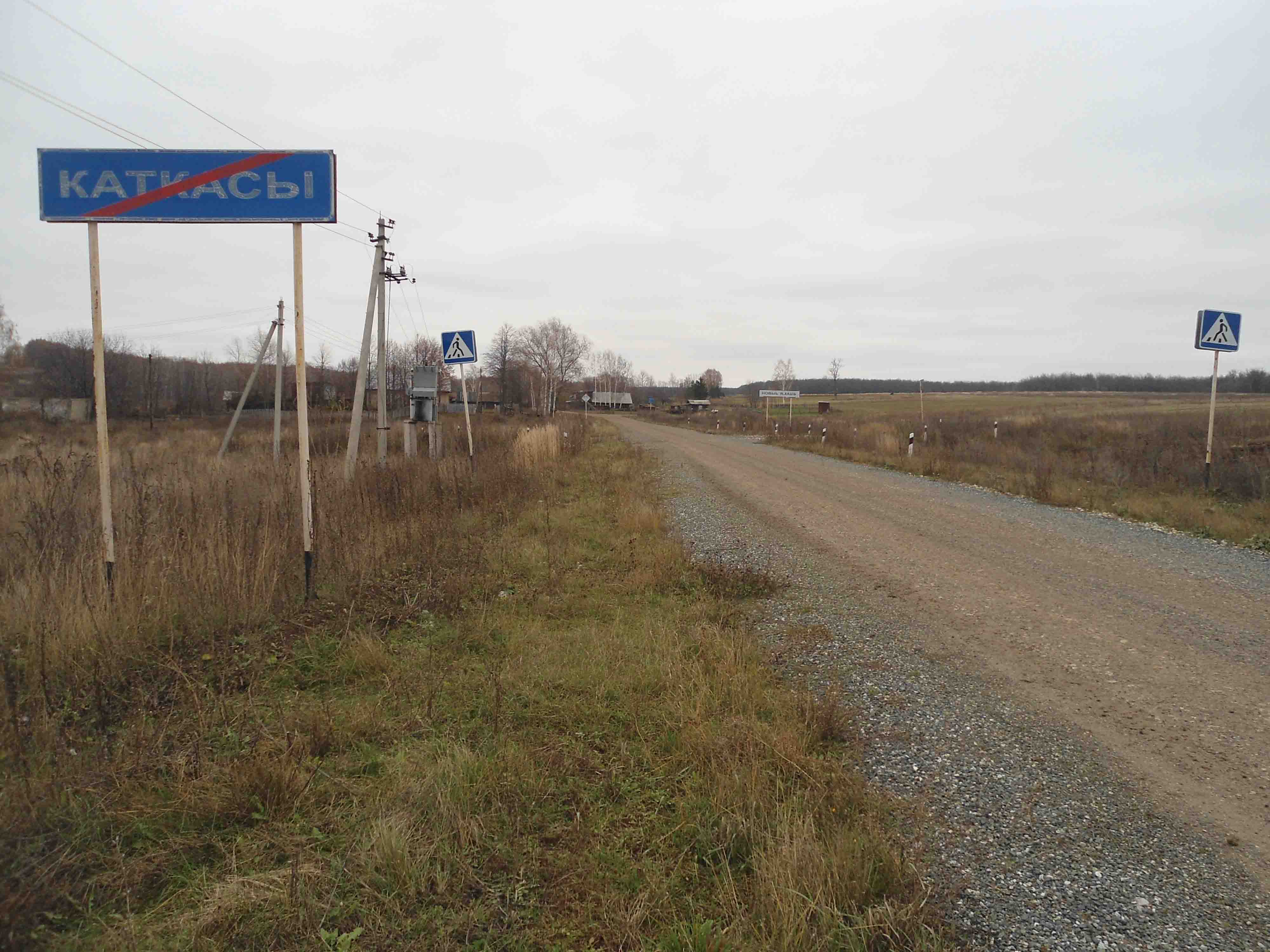
Дорога вне территории н. п. Каткасы, начало н. п. Новые Ямаши
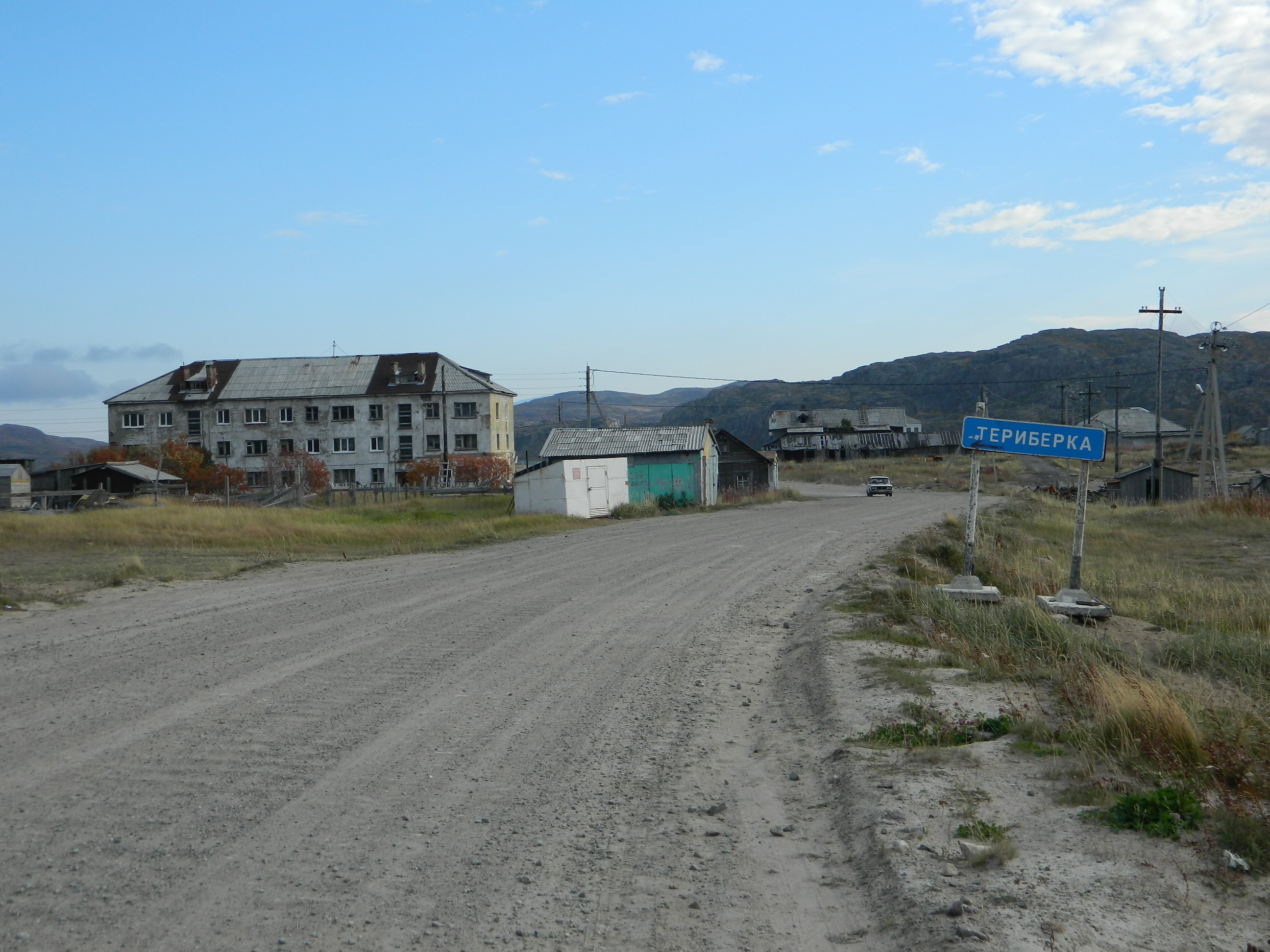
Дорога проходит по территории н. п. Териберка
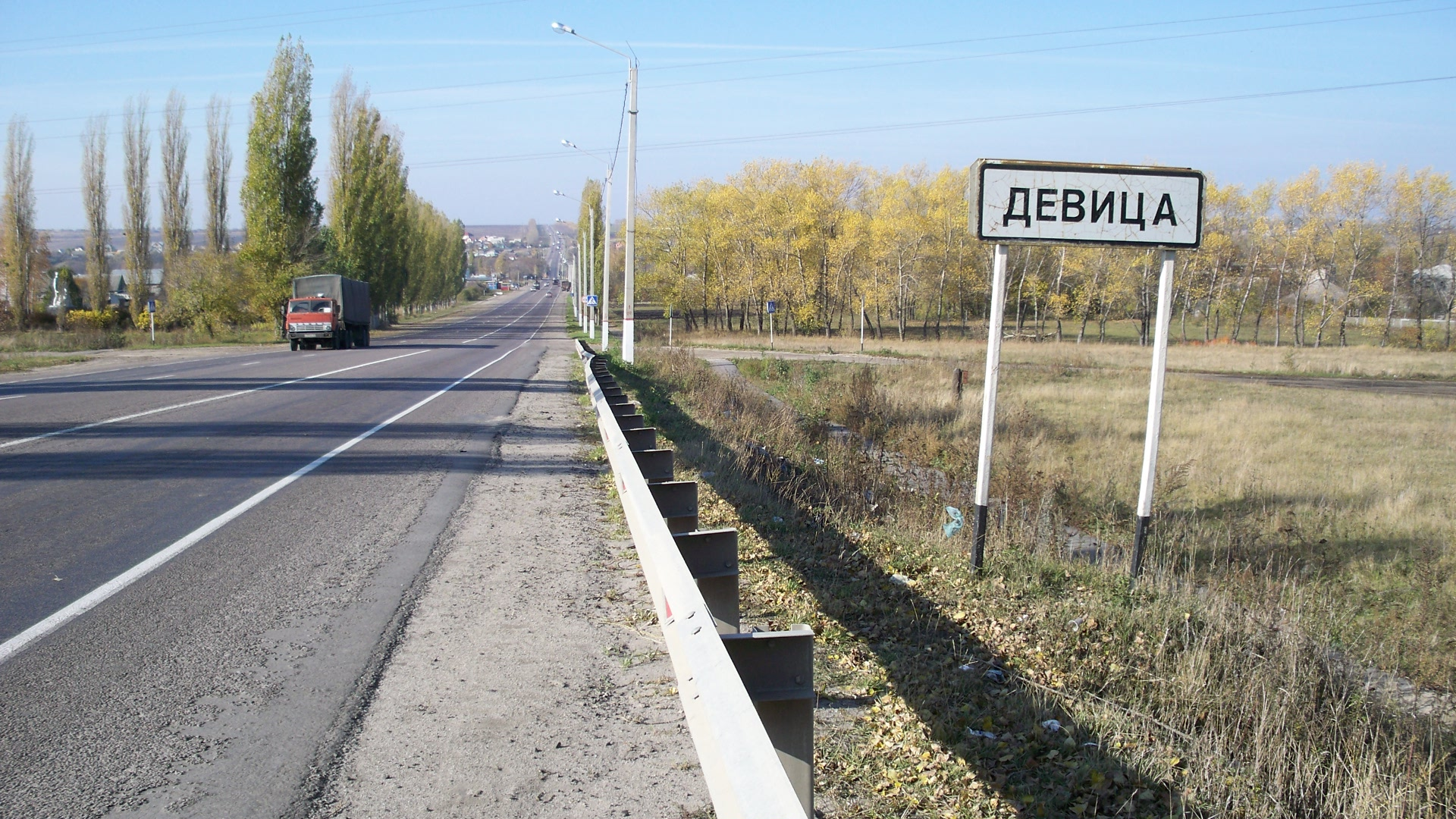
Начало н. п. Девица
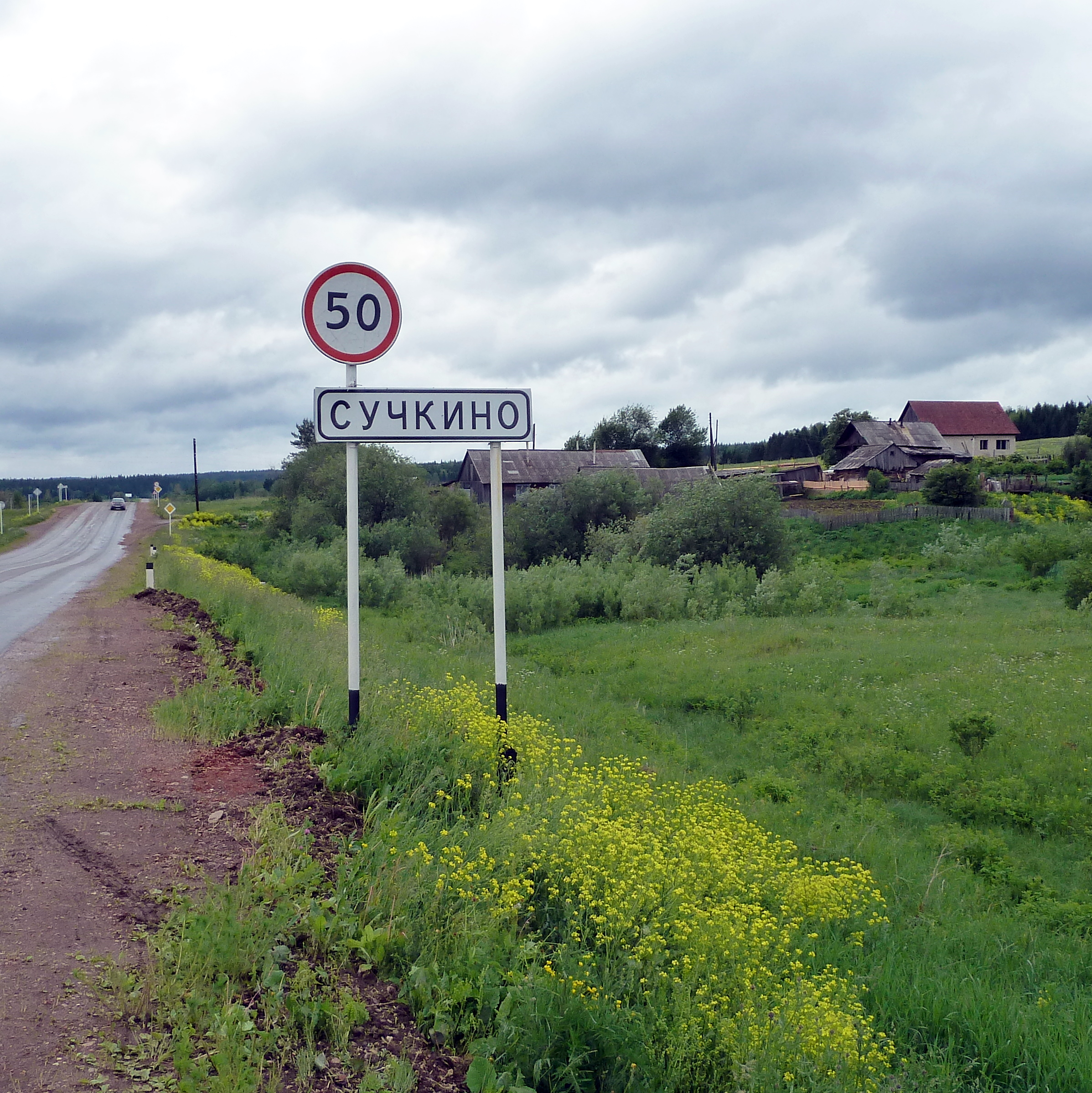
Начало н. п. Сучкино
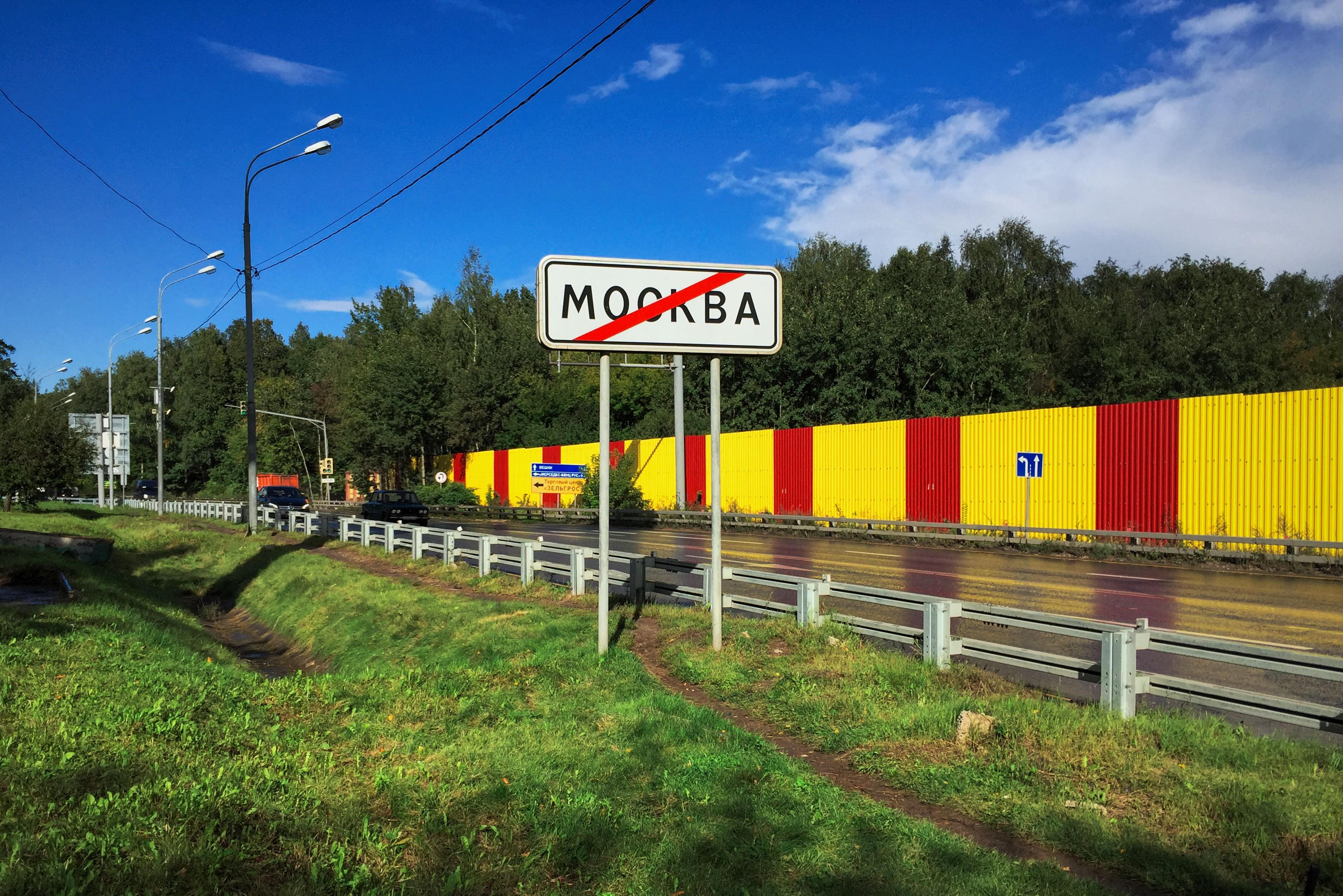
Окончание н. п. Москва
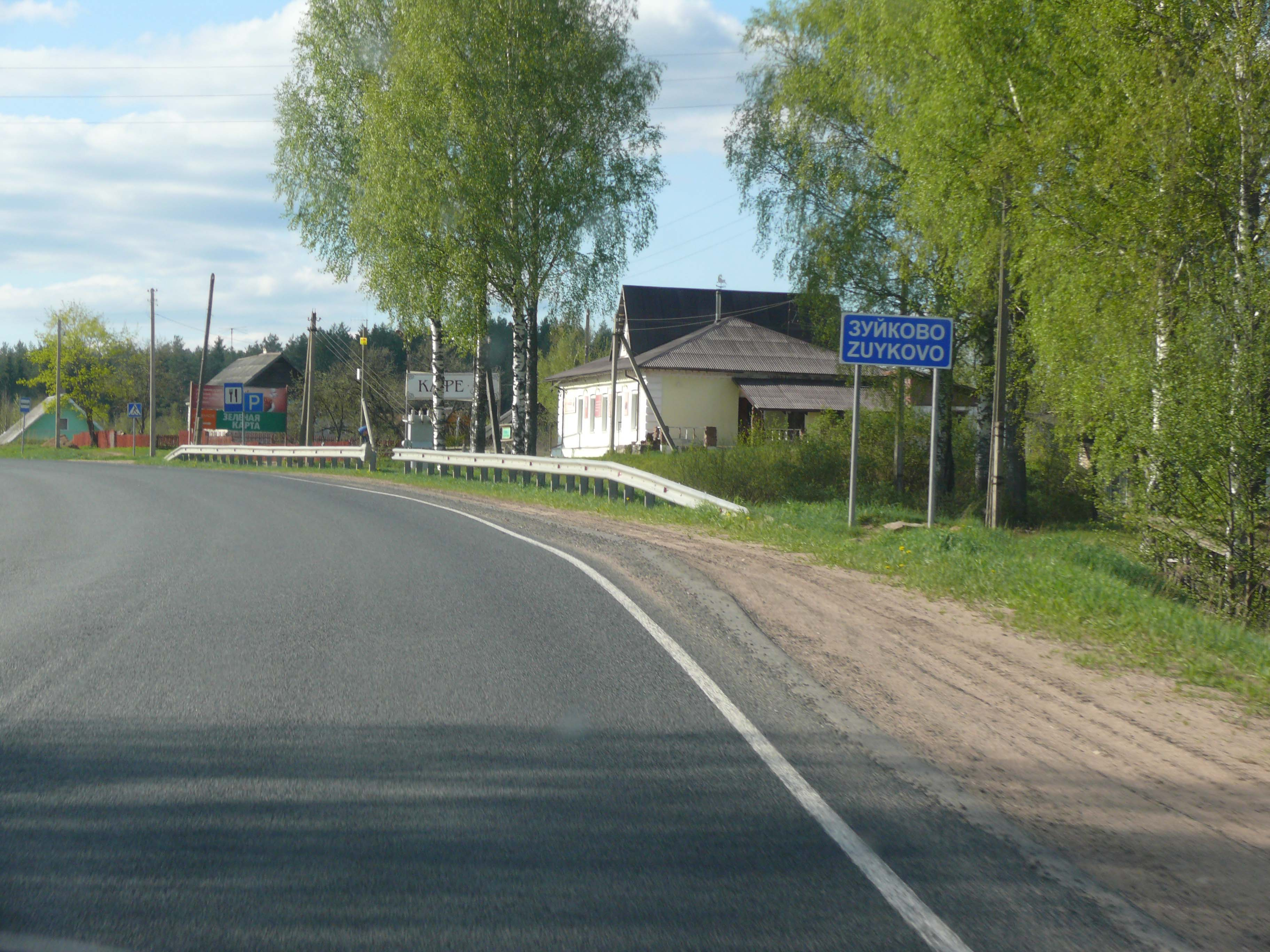
Дорога проходит по территории н. п. Зуйково
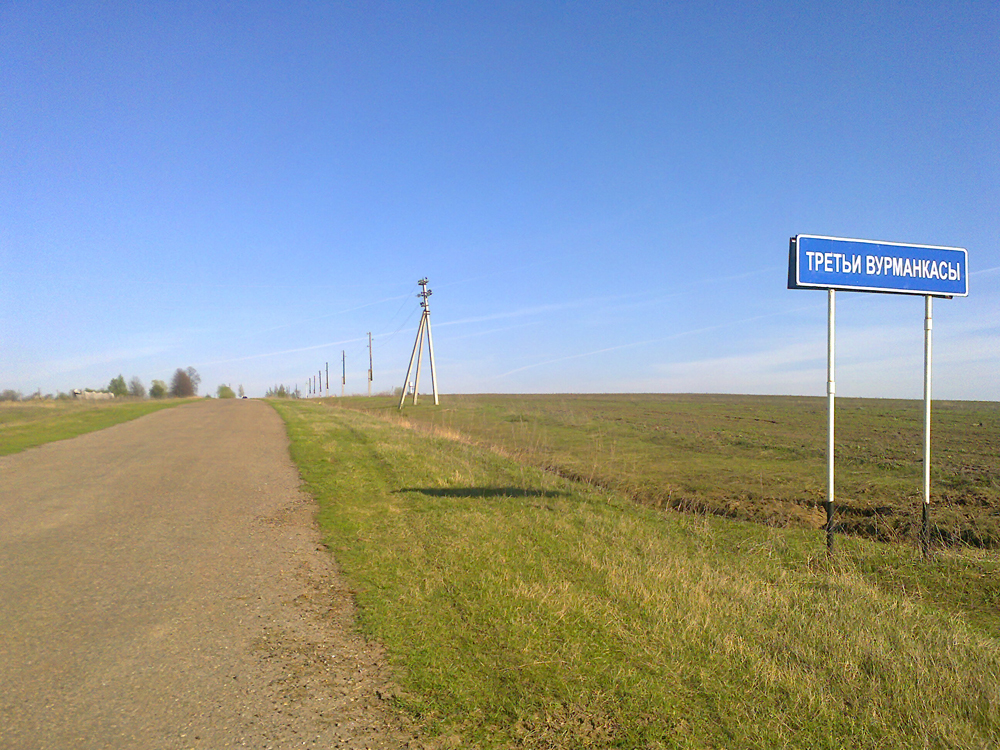
Дорога проходит по территории н. п. Третьи Вурманкасы
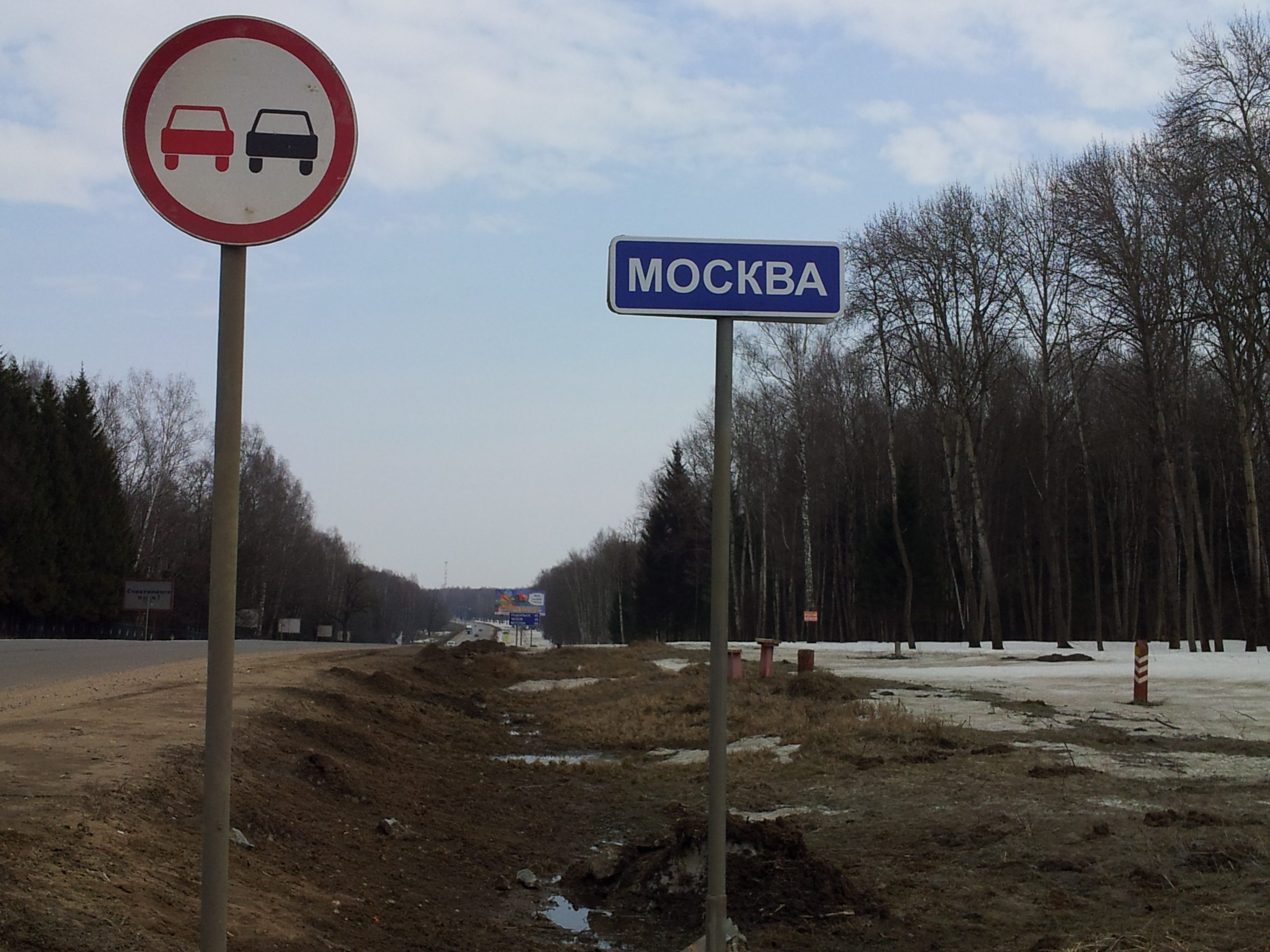
Дорога проходит по территории н. п. Москва

## Населённые пункты в России до 1917 года
В России до 1917 года населенные пункты назывались «населёнными местами» (населённое место).
Среди городских населённых пунктов (городов) выделялись губернские города (главный город губернии), уездные города (главный город уезда) и заштатные города (город, по статусу равный уездному, но административно не входящий в состав уезда). Существовали также градоначальства (город, по статусу равный губернскому, но административно не входящий в состав губернии).
Существовали также посёлки (население последних отличалось единством промышленных интересов и однородностью занятия).
Среди сельских населённых пунктов выделялись:
- село как населённое место с храмом,
- сельцо как населённое место без храма, но с усадьбой,
- деревня — населённое место без храма.

На территории Западной России также существовали местечки, которые по статусу к 1894 году совпали с селом.
Названия большинства сел и деревень происходят от фамилий или имён владельцев, основавших их, например, село Салтыки, основано боярином Петром Михайловичем Салтыковым, соседняя небольшая деревня Анино, куда переселено некоторое количество крестьян, которая первоначально была во владении дворянки с именем Анна. Деревни также могли получить название по месту расположения, например, Нагорная.
Существовали также такие понятия как казенное село, монастырское село, др. (например завод).